# 김주완 (2003년)
김주완(2003년 8월 27일 ~ )은 KBO 리그 LG 트윈스의 투수이다.

## LG 트윈스시절
2022년에 입단하였다. 2022년 10월 8일 롯데 자이언츠와의 경기에 구원 등판하며 데뷔 첫 경기를 치렀고, 경기에서 1이닝 무실점을 기록했다.

## 출신 학교
- 부산 감천초등학교
- 부산 대동중학교
- 경남고등학교

1. ↑  네이버 스포츠